# 愛知厚生年金会館

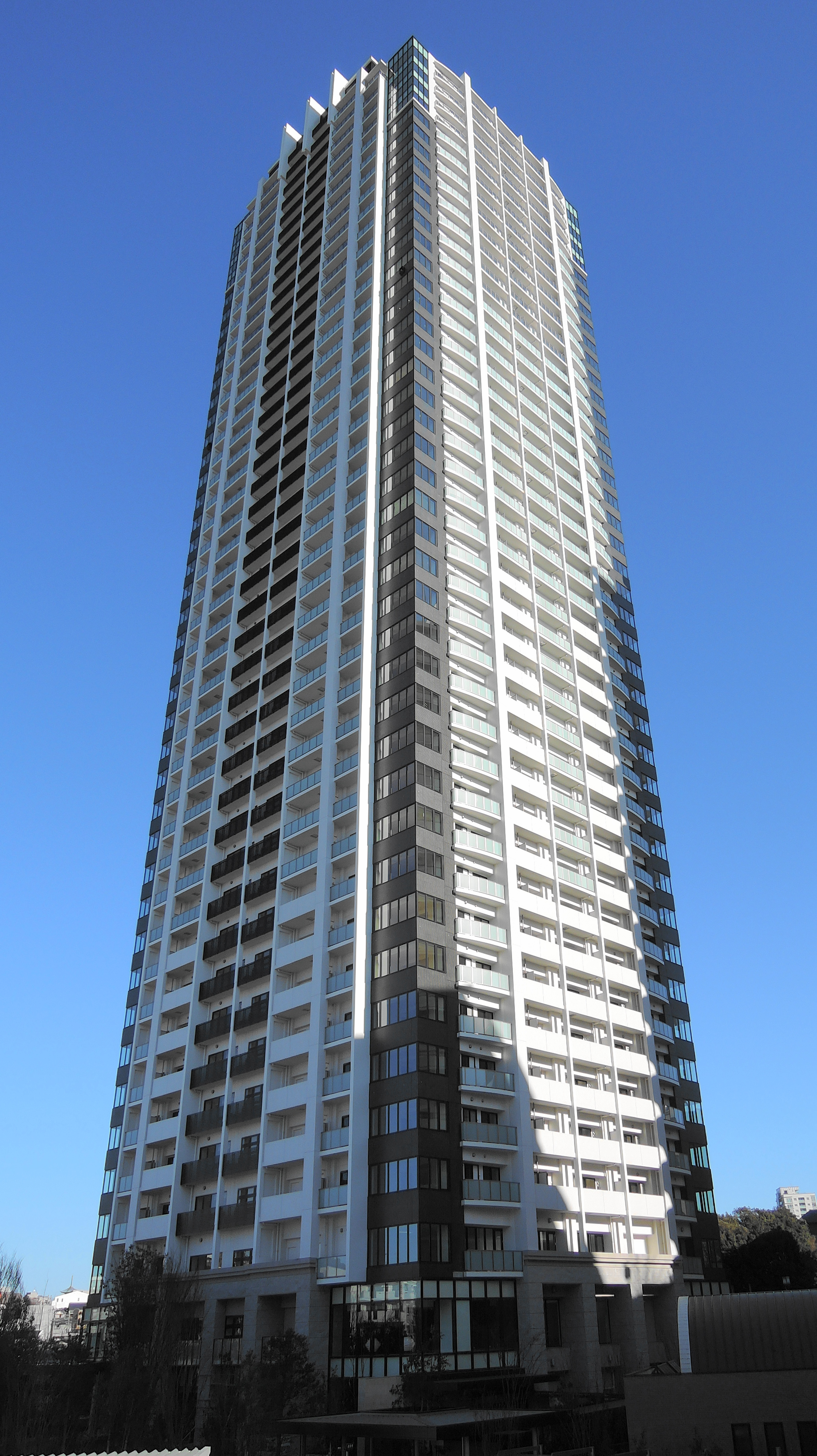
跡地に建設された超高層マンション「グランドメゾン池下ザ・タワー」

愛知厚生年金会館（あいちこうせいねんきんかいかん）は、愛知県名古屋市千種区にあった、厚生年金保険加入者の福祉増進を目的として社会保険庁が設置した厚生年金福祉施設。

## 概要
全国に所在した厚生年金会館の一つで、通称：ウェルシティなごや。社会保険庁に関連する財団法人厚生年金事業振興団が運営していた。

## 沿革

### 開館
かつての愛知淑徳中学校・高等学校の校舎→名古屋市営地下鉄池下車庫跡地（1960年（昭和35年）開設、1969年（昭和44年）廃止）に開設された。1980年（昭和55年）にこけら落とし。鉄筋コンクリート構造の地上7階・地下1階建てで、ホテル、宴会場、1,666名収容の多目的ホールもあった。多目的ホールは歌手のコンサートや演劇のほか、市民の発表会、学校の文化祭などに使われ、年間の稼働率は80%以上で年間利用者は30万人、施設全体では年間60万人前後の利用があり、運用の収支は開館以来黒字になっていた。

### 売却へ
公的年金流用問題に伴う対応に基づき、他の厚生年金会館と同様に、民間への施設売却を前提として2005年（平成17年）に施設保有権が社会保険庁から独立行政法人年金・健康保険福祉施設整理機構（RFO）に移管された後、2008年（平成20年）8月22日に他の厚生年金会館に先がけて施設売却のための競争入札が行われた結果、積水ハウスと長谷工コーポレーションの共同企業体が、予定価格32億1千万円の2倍にあたる約65億円で落札。同年10月31日で年金福祉施設としての運営が停止され、12月1日に所有権が移譲された。
ホールについては、同規模のホールを有する愛知県勤労会館（定員1,488名）が2010年（平成22年）に閉鎖される方針であったため、他の収容人数1,000人台の公共ホールは、名古屋市民会館中ホールと名古屋市公会堂のみとなるとして存続を求める利用者・関係者の要望は多く、「愛知厚生年金会館の存続を願う会」や「存続を考える会」が発足して、約17万人の署名を集めた。他の厚生年金会館が、地元自治体が存続に向けて積極的な支援を表明するなか、名古屋市は購入などの積極的な支援策は行わず、固定資産税の減免措置（年間3000万円ほど）を行うことを表明していた。
しかし、落札した積水ハウスと長谷工は、建物を取り壊して分譲マンションを建設する計画としており、実際に施設取得後に建物の取り壊し作業を行い、その跡地の一部に地上42階建ての超高層マンション「グランドメゾン池下ザ・タワー」を建設、2011年（平成23年）末から分譲を開始した。その後、残りの敷地にも二棟目となる「グランドメゾンThe池下ガーデンタワー」を建設し、2025年（令和7年）11月竣工予定となっている。
会館の閉館後、地元商店街では客足の大幅な減少によって、閉店を余儀なくされる店もあった。地元では「マンション内に積水文化ホールを確保する会」を立ち上げ、マンション内にホールを設置することを求めていたが、マンション建設計画に反映されることはなかった。
ホールに据え付けられた緞帳「木曽川ライン下り」は、愛知県犬山市を流れる木曽川の川下り遊覧船「日本ライン下り」と犬山城の様子を描いた岩澤重夫作の原画を元に、京都府京都市で作られたものであった。ホール解体に当たり、その行方が注目されたが、これを犬山市在住の実業家であり、まちづくり法人「犬山まちづくり株式会社」代表でもある日比野良太郎が引き受け、搬出の都合上、一部加工の上で原画の舞台となった犬山市に新たに建設された「サクラサク美術館」に展示されていたが、程なくして撤退し2012年（平成24年）以降は商業施設「犬山城下町 昭和横丁」に業態転換されている。

## 施設概要（当時）
所在地
愛知県名古屋市千種区池下町2-63
交通手段
名古屋市営地下鉄東山線・池下駅1番出口そば
宿泊施設
宿泊室数：89室、宿泊定数：103名
大ホール
収容席数：1,666名収容可能